# 舍夫亞基內
48°11′16″N 35°56′59″E / 48.18778°N 35.94972°E
舍夫亞基內（羅馬化：Sheviakyne）是烏克蘭的村落，位於該國中部第聶伯羅彼得羅夫斯克州，由瓦西利基夫卡區負責管轄，距離切爾沃納多利納1.5公里，2001年人口198。